# Larry Kelley
Larry Kelley, all'anagrafe Lawrence Morgan Kelley (Conneaut, 30 maggio 1915 – Hightstown, 27 giugno 2000), che ha giocato nel ruolo di end all'Università di Yale vincendo l'Heisman Trophy, il massimo riconoscimento individuale a livello universitario.

## Biografia
Kelley frequentò la Yale University dove fu il capitano della squadra di football e premiato come All-American. Dopo la carriera nel college football, giocò nella stagione 1937 con i Boston Shamrock della seconda incarnazione della American Football League. Successivamente divenne maestro di storia alla Peddie School di Hightstown, New Jersey, la sua alma mater.
Perché fosse di beneficio ai suoi nipoti, Kelley vendette il suo trofeo dell'Heisman Trophy a un'asta nel dicembre 1999, raccogliendo 328.110 dollari, un record che superò i 230.000 dollari dell'Heisman venduto da O.J. Simpson. Dopo di ciò la sua salute peggiorò rapidamente, finché fu trovato morto per un colpo d'arma da fuoco auto-inflitto il 27 giugno 2000.

## Palmarès
- Heisman Trophy - 1937
- College Football Hall of Fame